# L'Affaire Wallraff
Pour plus de détails, voir Fiche technique et Distribution.
L'Affaire Walraff (The Man Inside) est un film franco-américain réalisé par Bobby Roth et sorti en 1990.

## Synopsis
Un journaliste allemand, Günter Wallraff, est victime d'une machination.

## Fiche technique
- Réalisation : Bobby Roth
- Scénario : Bobby Roth, Günter Wallraff
- Production :  Canal+, Compagnie du Production Internationale, F.P.C. Productions
- Photographie : Ricardo Aronovich
- Musique : Tangerine Dream
- Montage : Luce Grunenwaldt
- Durée : 93 minutes
- Dates de sortie: 
  - États-Unis : 26 octobre 1990
  - France: 3 juillet 1991

## Distribution
- Jürgen Prochnow : Günter Wallraff
- Peter Coyote : Henry Tobel
- Nathalie Baye : Christine
- Dieter Laser : Leonard Schroeter
- Monique van de Ven : Tina Wallraff
- Philip Anglim : Rolf Gruel
- Henry G. Sanders : Evans
- James Laurenson : Mueller
- Sylvie Granotier : Kathy Heller
- Hippolyte Girardot : Rudolph Schick
- Joe Sheridan : Karl
- Philippe Leroy : Borges
- Christine Murillo : Angela
- Barbara Williams : Judie Brandt
- Florence Pernel : Angel